# ألان مونتجومري
ألان مونتجومري (بالإنجليزية: Alan Everard Montgomery)‏ هو دبلوماسي بريطاني، ولد في 11 مارس 1938.